# CA-34

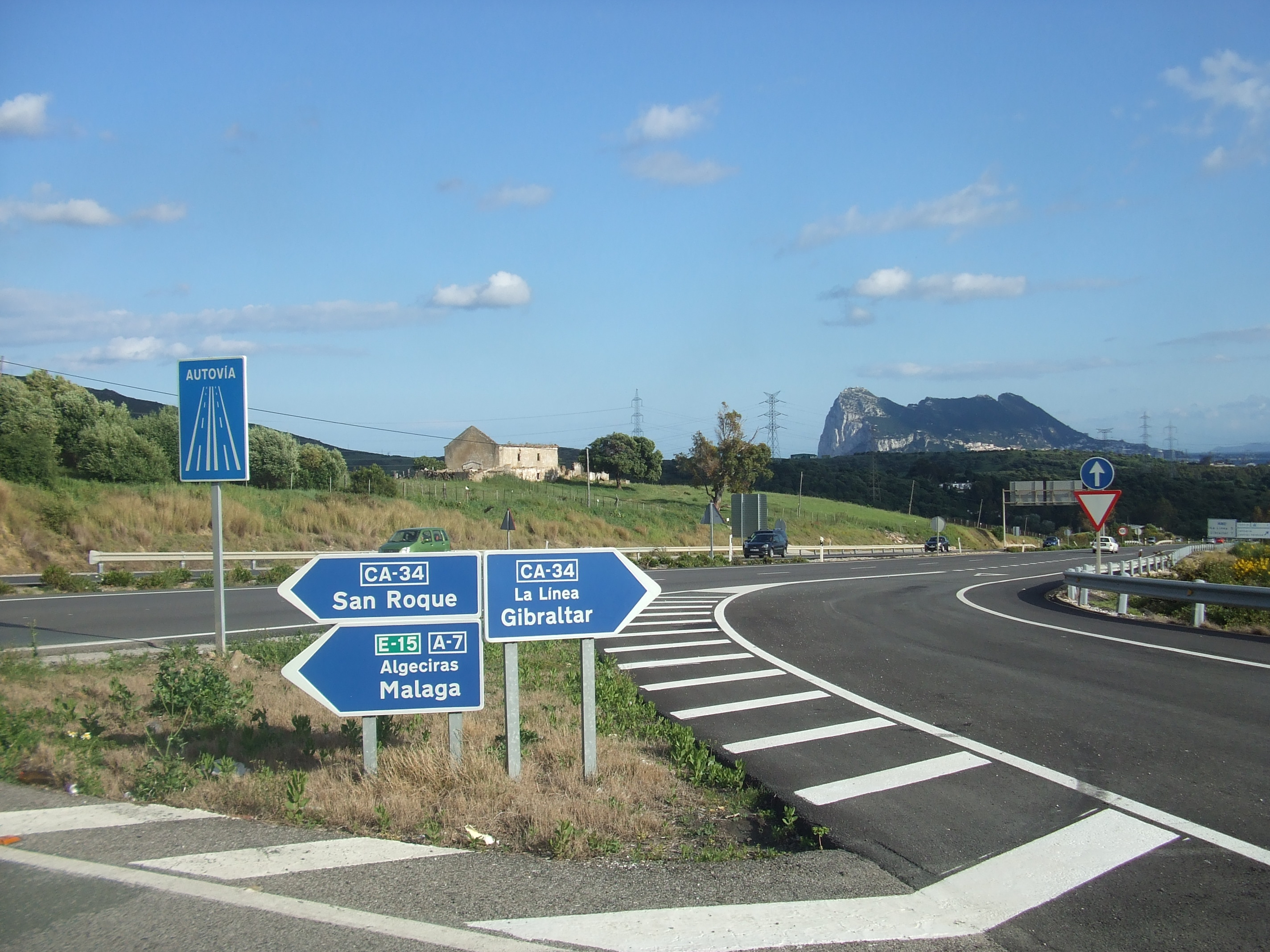
L'origine nord de la route CA-34, au sud du centre de la ville de San Roque. Le rocher de Gibraltar est déjà visible à l'arrière plan, à droite.

La route (carretera) CA-34, dite aussi « antenne de Gibraltar », est une voie espagnole, mais aussi d'intérêt international, qui relie le centre de la ville de San Roque (es), dans la province de Cadix en Espagne, à Gibraltar.
D'une longueur de cinq kilomètres, elle a son origine sur un échangeur autoroutier, au lieu-dit El Toril, à proximité d'un parc éponyme (es) situé au sud du centre de San Roque, où elle est connectée avec l'autoroute espagnole A-7 qui longe toute la côte méditerranéenne de l'Espagne. Elle prend ensuite la direction du sud jusqu'à Gibraltar.
Bien qu'à chaussées séparées sur une grande partie de son tracé, elle n'a pas vraiment le statut de voie express, car — sauf dans sa partie nord qui a plus les caractéristiques d'une vraie autoroute — elle traverse des zones urbanisée et ses sections, assez courtes, sont entrecoupées de nombreux carrefours giratoires.

## Tracé
Elle se détache de l'A-7 par un rond-point, établi au-dessus de cette autoroute et situé au sud du centre de San Roque, dessert ensuite la raffinerie de Gibraltar-San Roque (es), de la compagnie pétrolière Cepsa — la plus grande raffinerie de pétrole d'Espagne — puis dans le quartier de Campamento — à partir duquel la voie conserve aussi son ancien nom de N-351 — le port et les grandes zones industrielles de San Roque, le long de la baie de Gibraltar. Devenue une avenue urbaine portant d'abord le nom de Calle Real, elle longe ensuite par le sud et le littoral — et en l’ayant atteint par l'ouest — la ville frontière de La Línea de la Concepción (par l’Avenida de Espana puis l’Avenida Príncipe de Asturias) avant de faire un angle à quarante-cinq degrés vers la droite et s'achever à l'unique poste terrestre de la frontière entre l'Espagne et Gibraltar. À l'approche de ce poste, le trafic est souvent congestionné, surtout le matin, les contrôles douaniers restant rigoureux pour accéder à Gibraltar qui n'est pas dans l'espace Schengen. Dans la continuité du tracé de la C-34, à Gibraltar, la Winston Churchill Avenue (en) traverse à niveau la piste de l'aéroport international de Gibraltar. Il est prévu de prolonger la CA-34 sur le territoire de Gibraltar, par une nouvelle voirie à créer, passant en souterrain sous la piste de l'aéroport et d'ainsi fluidifier et sécuriser l'accès à ce territoire.

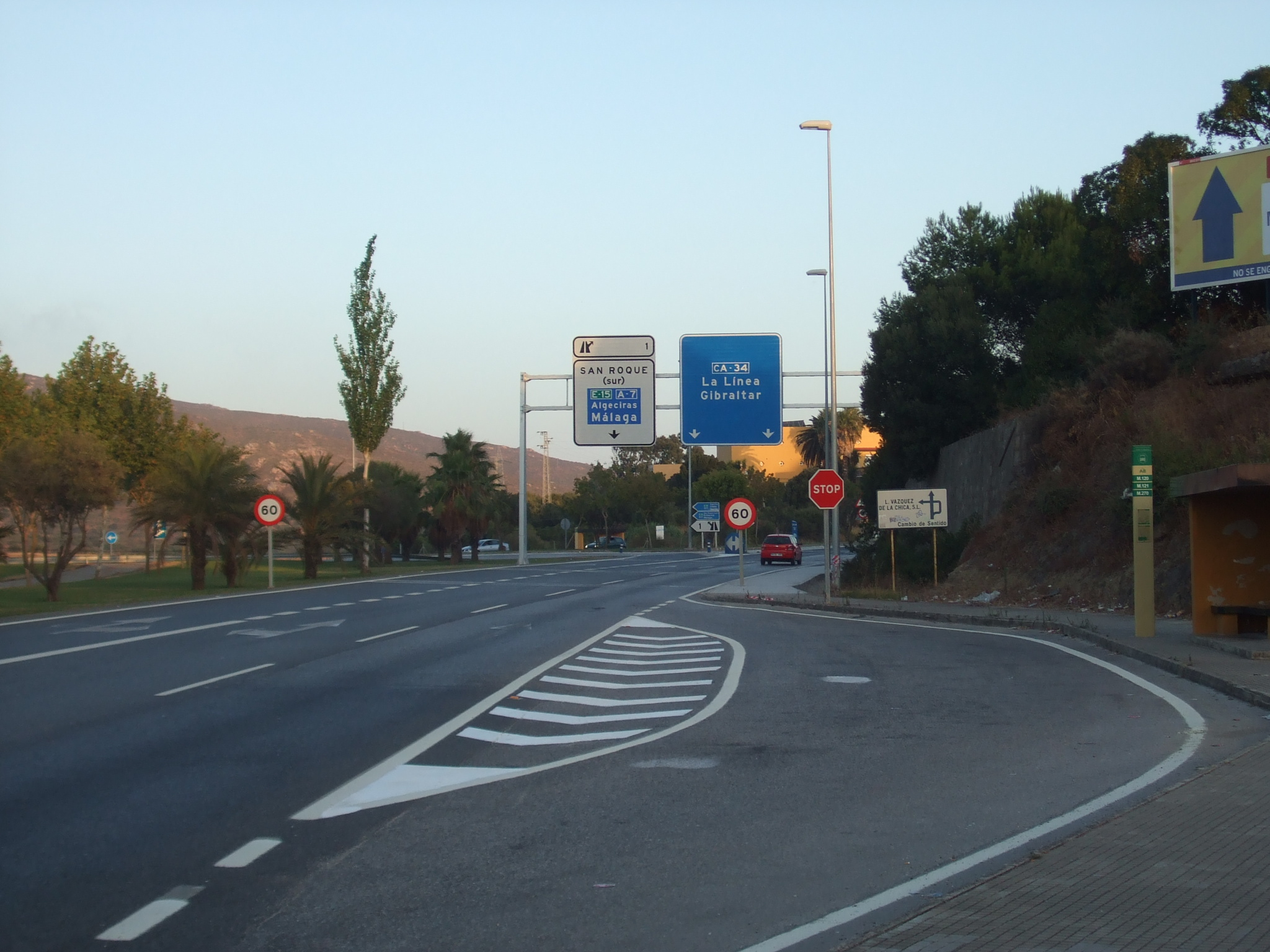
Arrêt d'autocars à El Toril (es), à l'extrémité nord de la CA-34.
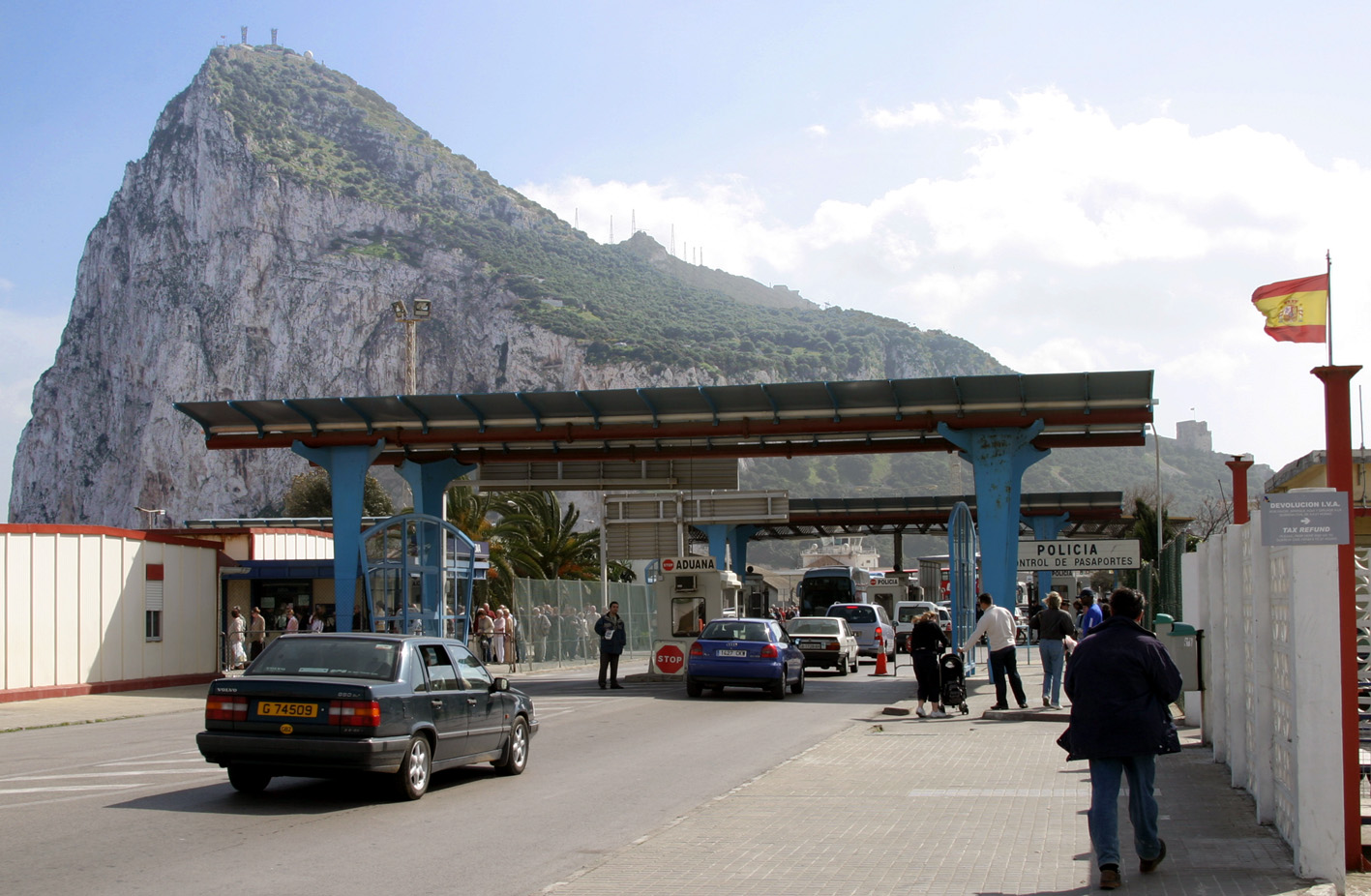
Extrémité sud de la CA-34, au poste de contrôle à la frontière entre l'Espagne et Gibraltar.
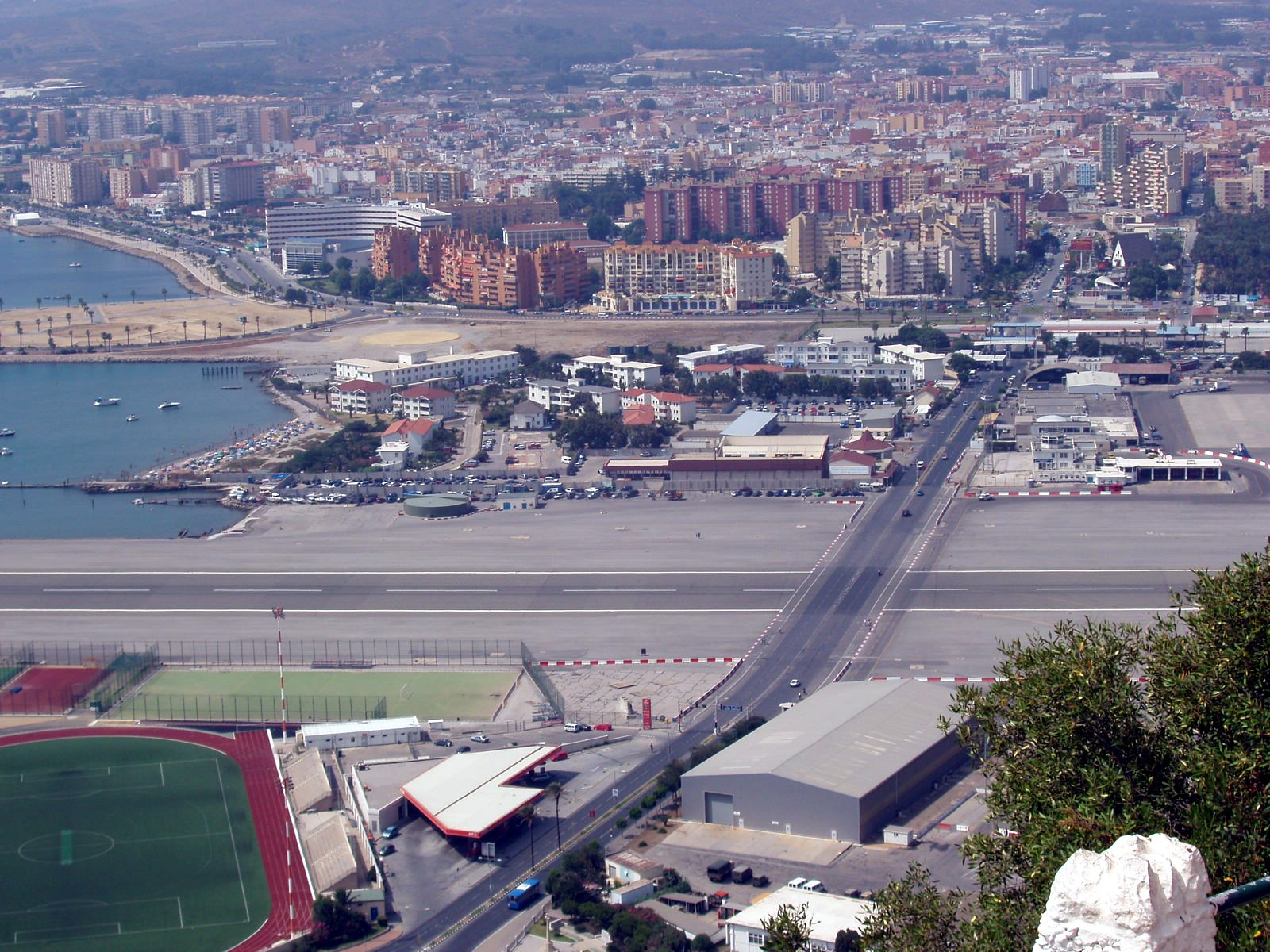
Panorama, pris depuis le rocher de Gibraltar, où est bien visible la Winston Churchill Avenue (en), en provenance du poste-frontière, dont l'itinéraire croise la piste de l’aéroport international de Gibraltar. Plus à l'arrière-plan est aussi visible, côté espagnol, le tracé de la route CA-34 en provenance de la gauche du cliché et longeant La Línea de la Concepción.

## Sorties
| Numéro de la sortie | Nom de la sortie | Bifurcation              |
| ------------------- | --- | ------------------------ |
|                     | San Roque Sud - Algésiras - Jerez de la Frontera Marbella - Torremolinos - Malaga AP-7                                                           | A-7                      |
|                     | Raffinerie de San Roque |                          |
|                     | Puente Mayorga - Zone Industrielle Campo de Gibraltar Carrefour Gran Sur                                                                         |                          |
|                     | Port de La Línea de la Concepción - San Fernando-Paseo General Lobo                                                                              |                          |
|                     | La Línea de la Concepción-Avenida de Espana - La Línea de la Concepción-Calle Zurbaran                                                           |                          |
|                     | La Línea de la Concepción-Avenida de Espana - La Línea de la Concepción-Avenida Torres Quevedo                                                   |                          |
|                     | La Línea de la Concepción-Avenida de Espana - La Línea de la Concepción-Calle Santa Marta                                                        |                          |
|                     | La Línea de la Concepción-Avenida Principe de Asturias - La Línea de la Concepción-Calle Sevilla                                                 |                          |
|                     | Port de La Línea de la Concepción - La Línea de la Concepción-Avenida Principe de Asturias                                                       |                          |
|                     | La Línea de la Concepción-Avenida 20 de Abril - La Línea de la Concepción-Avenida Principe de Asturias La Línea de la Concepción-Calle Gibraltar |                          |
|                     | |                          |
|                     | Gibraltar Frontière Espagne - Royaume-Uni | Winston Churchill Avenue |